# کچونگکا (بوتان)
کچونگکا (به لاتین: Kechungka) یک منطقهٔ مسکونی در بوتان (کشور) است که در استان ها واقع شده‌است.